# Hiregundagal, Tumkur
Hiregundagal là một làng thuộc tehsil Tumkur, huyện Tumkur, bang Karnataka, Ấn Độ.